# Kraszewice
Kraszewice (deutsch 1939–1943 Schöngrund / 1943–1945 Schöngrunden) ist ein Dorf und Sitz der gleichnamigen Landgemeinde im Powiat Ostrzeszowski der Woiwodschaft Großpolen, Polen. 

## Gemeinde
Zur Landgemeinde Kraszewice gehören acht Ortsteile mit einem Schulzenamt:
| - Głuszyna - Jaźwiny - Jelenie - Kraszewice | - Kuźnica Grabowska - Mączniki - Racławice - Renta |

## Persönlichkeiten
- Janusz Urbańczyk (* 1967), römisch-katholischer Erzbischof, Diplomat des Heiligen Stuhls